# Diademichthys lineatus
Diademichthys lineatus · Poisson-crampon d'oursin, Poisson-crampon à long nez
Genre
Espèce
Diademichthys lineatus, communément nommé Poisson-crampon d'oursin ou Poisson-crampon à long nez, est une espèce de poissons marins de la famille des Gobiesocidae. C'est la seule espèce de son genre Diademichthys (monotypique).

## Description
Le Poisson-crampon d'oursin est un poisson de petite taille qui peut atteindre à l'âge adulte 5 cm de long.
Son corps est allongé avec un museau étiré et spatulé. Ce dernier est un critère de reconnaissance du sexe du poisson car les femelles possèdent un museau plus long et plus effilé que les mâles, ce dimorphisme sexuel engendre un régime alimentaire différent entre les deux sexes
La teinte de fond de son corps varie du brun sombre au brun-rouge, trois lignes longitudinales crèmes à jaunes dont, une, le long de l'axe supérieur du corps et  les deux autres sur l'axe médian des flancs du poisson. La nageoire caudale est marquée en son centre d'un point jaune, le museau peut également parfois être marqué de jaune.

## Distribution et habitat
Le Poisson-crampon d'oursin est présent dans les eaux tropicales de l'Indo-Ouest Pacifique, soit du Golfe d'Oman à la Papouasie-Nouvelle-Guinée,
Ce poisson-crampon vit en relation symbiotique avec les oursins du genre Diadema, et parfois leurs cousins Astropyga ou Echinothrix.

## Alimentation
Cette espèce de poisson-crampon se nourrit principalement de petits bivalves incrustés dans le corail, de pieds ambulacraires de son hôte (notamment pour les juvéniles) ainsi que d’œufs de crevettes commensales. Le dimorphisme sexuel aidant, le régime alimentaire de la femelle, qui est munie d'un museau plus long, est plus varié et elle mange plus souvent des œufs de crevette et des petits bivalves que le mâle qui lui consomme plus fréquemment des pieds ambulacraires.